# Facsádkistelep
Facsádkistelep, románul: Colonia Mică, település Romániában, a Bánságban, Temes megyében.

## Fekvése
Facsád mellett fekvő település.

## Története
Facsádkistelep korábban[mikor?] Facsád része volt.
1956-ban 74 lakosa volt. A 2002-es népszámláláskor 202 lakosa volt, melyből 194 román, 6 magyar és 2 ukrán volt.